# Ramet el-Chalil

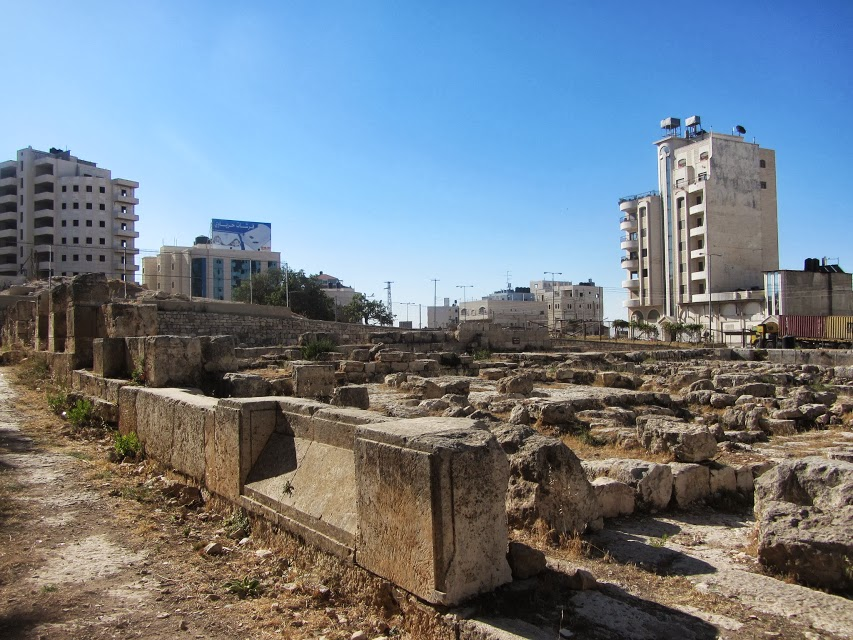
Der ummauerte heilige Bezirk von Ramet el-Chalil, Blick Richtung Südosten (2010)

Ramet el-Chalil (arabisch رامة الخليل, DMG Rāmat al-Ḫalīl, „Höhe des Freundes (Gottes)“ d. h. Ibrahims/Abrahams) ist eine archäologische Stätte im Westjordanland. Sie befindet sich im Norden der Stadt Hebron in den Palästinensischen Autonomiegebieten. In römischer und byzantinischer Zeit wurde hier der Hain Mamre lokalisiert, in dem nach biblischer Darstellung Abraham und Sara drei Fremde bewirteten und dem kinderlosen Paar von den Gästen ein Sohn verheißen wurde (Gen 18,1–15 ).

## Lage
Ramet el-Chalil ist eine Anhöhe (991 m ü. M.) 3,5 km nördlich vom Stadtzentrum Hebrons. Die archäologische Stätte besteht aus zwei Sektionen:  
- im Westen ein Areal von 3500 Quadratmetern mit einem ummauerten heiligen Bezirk, darin die Grundmauern einer Kirche;
- im Osten ein Areal von 6300 Quadratmetern auf zwei Terrassen; hier befand sich ein Gebäudekomplex aus osmanischer Zeit.

## Name und Identifikation

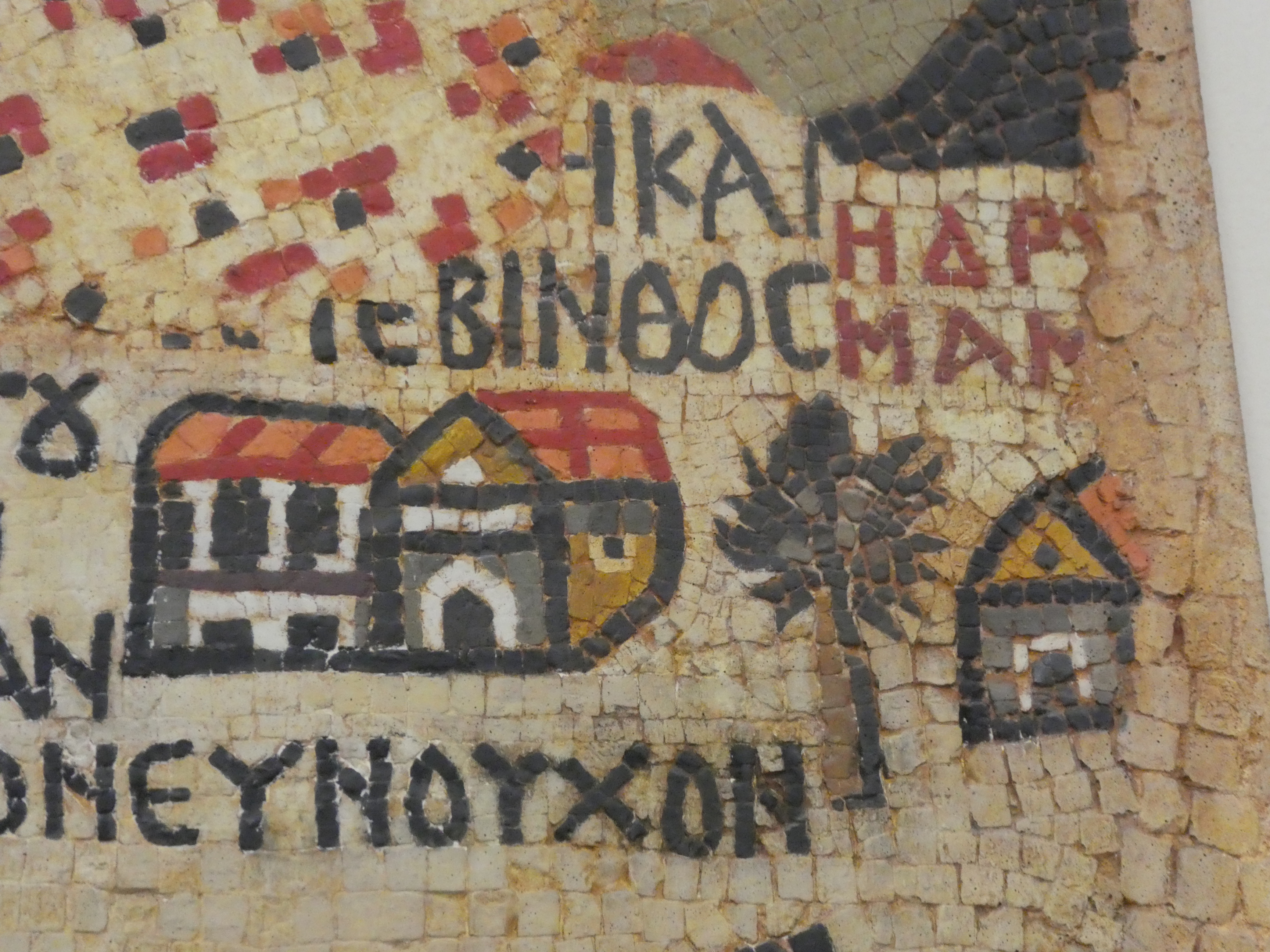
Abrahamsbasilika und Baumheiligtum, Detail der Mosaikkarte von Madaba (Kopie in der Göttinger Abgusssammlung)

Als Ramet el-Chalil wurde früher der etwa 600 m südlich der archäologischen Stätte gelegene, 1024,8 m hohe Dschebel el-Baṭrak („Patriarchenberg“) bezeichnet. Erst in neuerer Zeit wurde Ramet el-Chalil als Bezeichnung für die Anhöhe üblich, welche zuvor unter dem arabischen Namen Namre bekannt war. In spätantiker und byzantinischer Zeit hieß der Ort Μαμβρη Mambrē und wurde mit dem biblischen Ort מַמְרֵא Mamreʾ identifiziert, der aber aus heutiger Sicht eher auf der Chirbet Nimrā zu lokalisieren ist, da in Ramet el-Chalil die Befunde aus vorherodianischer Zeit spärlich sind.
Edward Robinson besuchte Ramet el-Chalil 1839 im Rahmen seiner Palästinareise und beschrieb die äußeren Umfassungsmauern, die er als Grundmauern eines großen Gebäudes interpretierte. „Der Ort wird von den Arabern Râmet el-Khǔlîl genannt. Die Juden von Hebron nennen ihn das Haus Abrahams und betrachten dies als die Stätte von Abrahams Zelt und der Terebinthe von Mamre.“

## Grabungsgeschichte

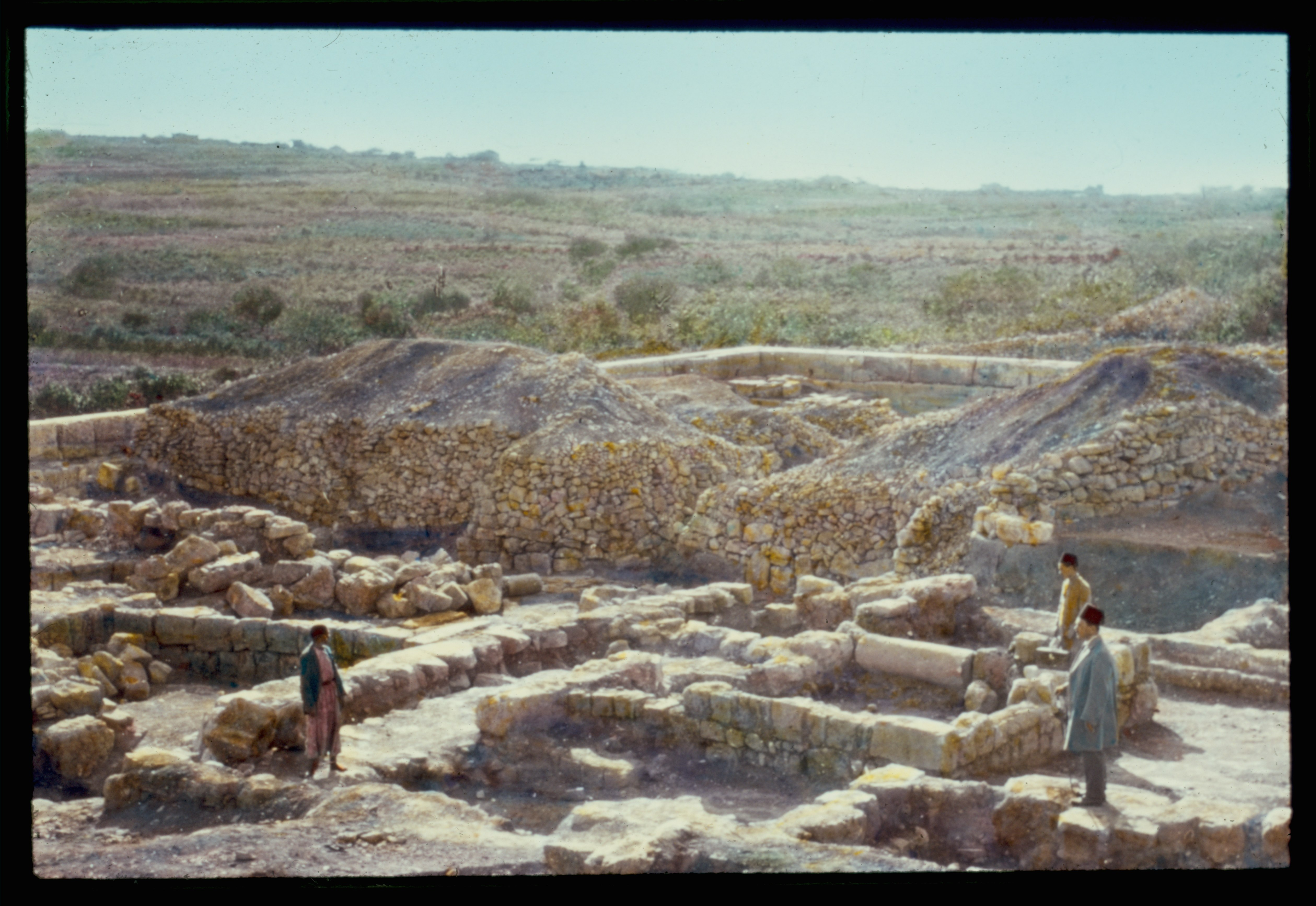
Ausgrabungen in Ramet el-Chalil

Ramet el-Chalil wurde in drei Kampagnen von 1926 bis 1928 vom Jerusalemer Institut der Görres-Gesellschaft unter Leitung von Andreas Evaristus Mader ausgegraben. Die Interpretation von Maders Befunden ist dadurch erschwert, dass er auf eine Stratigraphie verzichtete und sich weitgehend darauf beschränkte, architektonische Reste zu dokumentieren. Die Beurteilung des Mauerwerks ist die Grundlage seiner Chronologie.
Von 1984 bis 1986 fanden Nachgrabungen der israelischen Altertümerbehörde unter der Leitung von Yitzhak Magen statt.
Seit 2016 gräbt die Mission archéologique franco-palestinienne unter Leitung von Vincent Michel (Universität Poitiers, Laboratoire HeRMA – Hellénisation et romanisation dans le monde antique) in Ramet el-Chalil. Ziel ist eine neue relative Chronologie der Bebauung innerhalb des heiligen Bezirks. Nachdem östlich des ummauerten Temenos 2014 Sondierungen durch die Universität Hebron stattgefunden hatten, wird der dortige Gebäudekomplex seit 2018 erstmals archäologisch untersucht.

## Archäologische Befunde
Ein rechteckiges Areal von 49 m × 65 m wurde zur Zeit des Herodes durch eine Umfassungsmauer mit den typischen Kalksteinquadern mit Randschlag („herodianische Spiegelquadern“) und integrierten Pilastern als Temenos ausgesondert. Der Felsgrund steigt innerhalb des ummauerten Temenos von Süden nach Norden um 4,28 m und von Westen nach Osten um 3,75 m an. Besonders gut erhalten ist die Westmauer, die in der Südwestecke noch 5,43 m hoch ist und neun Steinlagen aufweist. Mitten in der Westwand befindet sich das „Gesims einer monumentalen Fensteröffnung“.
Der Innenraum war gepflastert; in der Südwestecke befand sich ein Brunnen. Mader nahm an, dass die Temenosmauern nach den Zerstörungen des Jüdischen Krieges und des Bar-Kochba-Aufstands zur Zeit Kaiser Hadrians mit dem herodianischen Baumaterial wieder aufgebaut wurden. Die Nachgrabungen von Magen korrigierten dieses Bild; demnach fanden nur kleinere Reparaturen der herodianischen Umfassungsmauer statt.

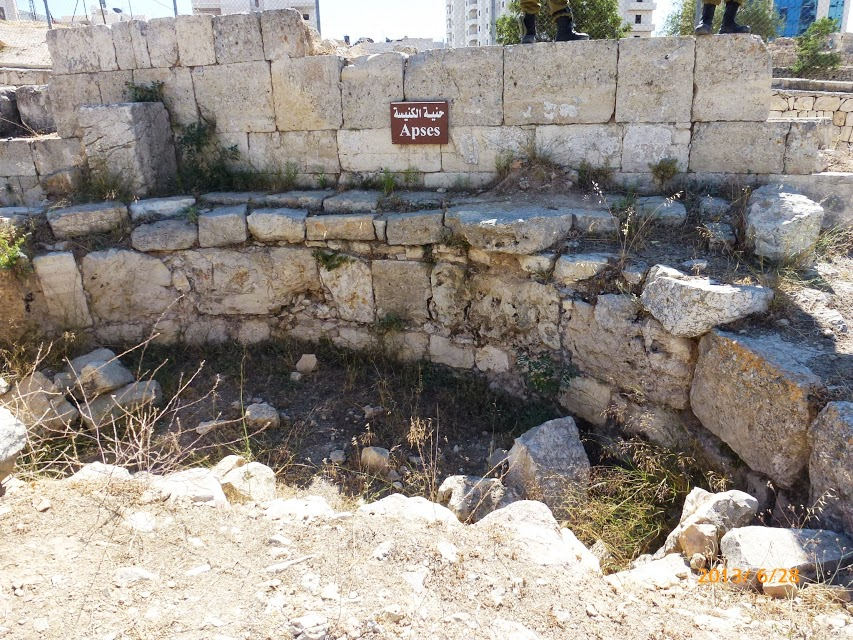
Apsis

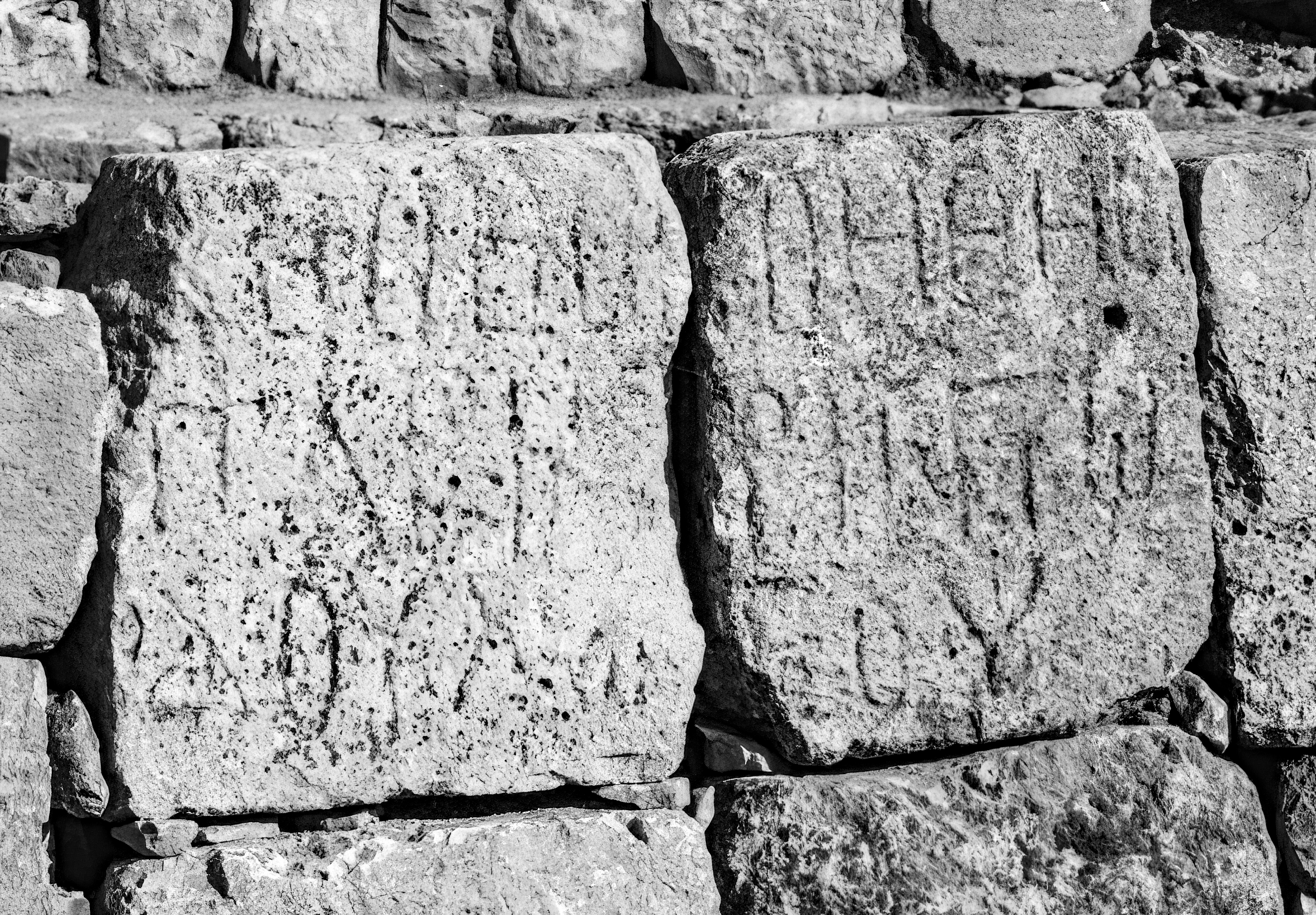
Spolien mit griechischer Inschrift

Die nächste größere Baumaßnahme veranlasste Kaiser Konstantin. Eusebius von Caesarea referierte in der Vita Constantini einen Brief des Kaisers an die Bischöfe Palästinas, in der Konstantin anordnete, Mamre von allen fremden Kulten zu reinigen und „mit dem reinen Bau einer Basilika zu schmücken.“ Dass diese Kirche dann auch gebaut wurde, ist durch das Itinerarium Burdigalense bezeugt. Auf der Mosaikkarte von Madaba sind dieser Kirchenbau und das Baumheiligtum von Mamre zu sehen.
Mader, dessen Grabung sich auf die konstantinische Basilika konzentrierte, stellte am Ostende der Hauptachse des antiken Temenos eine halbkreisförmige Apsis mit dem Radius von 3,20 m fest. Das Hauptschiff misst 8,90 m in der Breite und 13 m in der Länge. Die beiden Seitenschiffe sind je 4 m breit. Zwei Quadersteine mit einer dreizeiligen griechischen Inschrift, die nach Mader zur konstantinischen Basilika gehörten, blieben in Sekundärverbauung in der Stützmauer hinter der Apsis erhalten (Foto). Walter Ameling liest: [.]ΕΟΘΣ[.]ΟΗΘΗΣΟ[.] ΠΑΡΗ[…]ΡΙΩΤΩ ΔΟΥΛΩΣΟΥ – und ergänzt folgendermaßen: κ(ύρι)ε ὁ θ(εό)ς, βοήθησον Παρηγορίῳ τῷ δούλῷ σου Kýrie ho Theós, boḗthēson Paregoríō tỗ doulỗ sou „Herr, Gott, hilf deinem Diener Paregorios!“
Der Brunnen in der Südwestecke ist nach Mader ein 6,85 m tiefer, runder Schacht, der bei der konstantinischen Baumaßnahme ausgemauert wurde. Mitten im Temenos befand sich ein Freialtar. Zahlreiche Kleinfunde um diesen Altar herum und im Brunnenschacht bezeugen die kultische Verehrung.
Neben der Basilika ergrub Mader Wohnhäuser einer kleinen Siedlung aus frühislamischer Zeit; Münzfunde deuten darauf, dass die Anhöhe bis ins 15. Jahrhundert besiedelt war.
Nicht überzeugen konnte Maders Versuch, die Ortstradition von Ramet el-Chalil bis in die Eisenzeit II (d. h. in die Zeit des Königreichs Juda) zurückzuverfolgen. Eisenzeitlich war demnach (neben nicht signifikanter Keramik) das Steinpflaster im Südteil des Temenos. Detlef Jericke argumentiert dagegen, dass das Pflaster aus frühislamischer Zeit stamme und in diesem Pflaster Steine der beim Persereinfall 641 n. Chr. zerstörten oder aufgegebenen Basilika verbaut worden seien.
War die Forschung Maders Datierung der Kirchenruine in die Zeit Konstantins bis dahin weitgehend gefolgt, so steht diese durch die französisch-palästinensischen Ausgrabungen in Frage. Stattdessen wird von dem Team um Vincent Michel vorgeschlagen, den Kirchenbau in die Kreuzfahrerzeit (Königreich Jerusalem) zu datieren.

## Interpretation
Ramet el-Chalil hat als heilige Stätte, an der mehrere Kulte koexistierten, besonderes Forschungsinteresse auf sich gezogen. Achim Lichtenberger nimmt diese Koexistenz bereits für die frührömische Zeit an. In Mamre fand Mader Fragmente kaiserzeitlicher Skulpturen eines Hermes und eines Dionysos sowie einen Altar mit Rosettendekor und der griechischen Inschrift Kos. Kos war die Hauptgottheit der Edomiter/Idumäer. Mader deutete diese Befunde so, dass eine ursprünglich jüdische heilige Stätte nach dem Bar-Kochba-Aufstand heidnisch okkupiert worden sei. Nachdem Magens Nachgrabungen aber eine kontinuierliche Nutzung des Temenos nahelegten, folgert Lichtenberger, dass Ramet el-Chalil bereits von Herodes nicht als exklusiv jüdischer Kultort konzipiert worden sei. Der Temenos sei von einer idumäischen Bevölkerung genutzt worden, die traditionell eine der jüdischen verwandte Religion praktizierte, in hellenistischer Zeit judaisiert wurde, aber eine gewisse Eigenständigkeit wahrte. Ihre religiöse Praxis schillerte demnach zwischen jüdisch, idumäisch und heidnisch.
Der kleine Altar mit Rosettendekor, den Mader im Schutt der konstantinischen Basilika fand, ist 21 cm hoch und misst 15 cm an der Basis und 10 cm im oberen Teil. An der Basis der Vorderseite liest man „drei rätselhafte Buchstaben“ (Walter Ameling): ΚΟΣ Kos. Joseph Patrich schlug 1982 die Interpretation als Altar der edomitischen Gottheit Qôs vor. Ameling urteilt anhand von Maders Foto, dass die Basis an beiden Rändern beschädigt sei und Kappa deshalb nicht unbedingt der erste Buchstabe der Inschrift sein müsse. Das Artefakt befand sich im Museum der Dormitio-Abtei in Jerusalem und wurde dann an einen Privatsammler verkauft; der weitere Verbleib ist unbekannt.

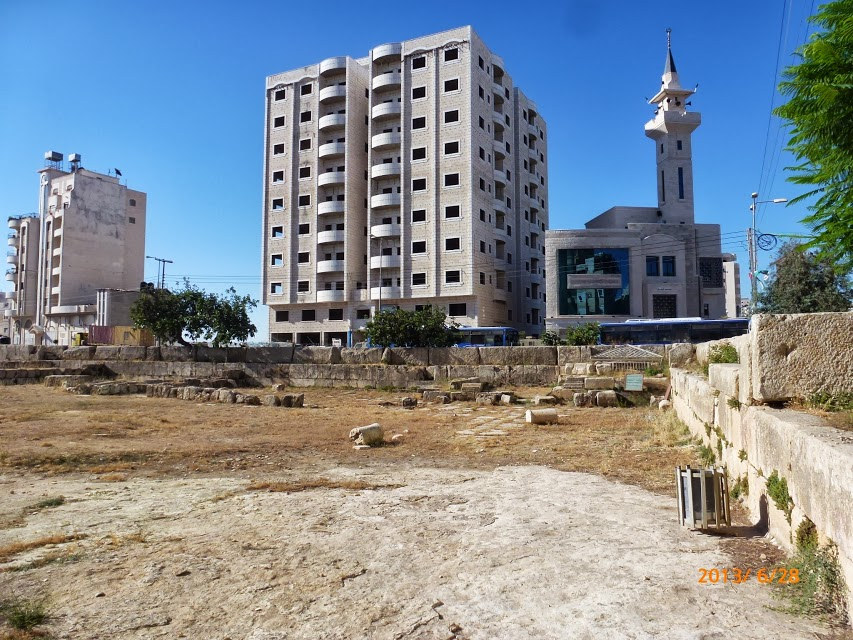
Südwestecke des Temenos mit Pflasterung und abgedecktem Brunnenschacht (2010)

Für eine synkretistische Praxis in Ramet el-Chalil während der Spätantike gibt es literarische Belege. Sozomenos von Gaza beschrieb im 5. Jahrhundert mit Rückgriff auf ältere Quellen einen großen Jahrmarkt, der mit einem religiösen Fest verbunden gewesen sei: „Juden, Heiden und Christen wetteifern in gleicher Weise in der Feier des Festes: Die Juden, weil sie Abraham als ihren Stammvater verehren, die Heiden, weil Engel dort erschienen sind, die Christen, weil der Erlöser sich dort offenbart hat.“ Die Festteilnehmer praktizierten sexuelle Abstinenz. Auf dem Freiluft-Altar wurden Kultfiguren aufgestellt, vor denen Tiere geopfert und Wein und Weihrauch dargebracht wurden. Auf dem Rand des Brunnens wurden Lampen aufgestellt. Wein, Salböl, Kuchen, Münzen, Myrrhe und Weihrauch wurden in den Brunnen geworfen, dessen Wasser laut Sozomenos ungenießbar war.
Eusebius von Caesarea referierte im frühen 4. Jahrhundert in der Vita Constantini die Pläne Kaiser Konstantins, die heidnische Praxis in Mamre zu beenden, den Ort zu reinigen und dort eine Kirche zu errichten. In der Demonstratio Evangelica schrieb er, dass es in dieser Kirche ein Bild oder Mosaik gab, das die drei Gäste Abrahams zu Tische liegend darstellte, von denen der mittlere „der Erlöser“, also Jesus Christus sei. Dieses Bild sei auch von den Heiden verehrt worden.
Margeret English Frazer publizierte 1979 eine doppelseitige, runde Stempelform für Pilgerandenken (Privatsammlung), für die sie eine Herkunft aus Ramet el-Chalil vorschlug. Das Artefakt ist aus Kalkstein und misst 14 cm im Durchmesser.
- Die Vorderseite zeigt die drei Engel unter der Eiche von Mamre und die Inschrift ΕΙΛΕѠϹ ΜΟΙ ΟΙ ΑΝΓΕΛΟΙ „Mögen die Engel mir gnädig sein.“ Die Figuren sind im Stil konstantinischer Herrscherbildnisse dargestellt. Sie tragen Chiton und Chlamys, jede hat ein Trinkgefäß in der linken Hand. Die mittlere Figur ist etwas größer und dadurch ausgezeichnet, dass sie den rechten Unterarm in einer Geste herrscherlichen Wohlwollens erhoben hat. Vor den Sitzenden steht ein dreibeiniger Tisch, auf dem sternförmige Brote liegen. Im Hintergrund ist das Baumheiligtum von Mamre angedeutet. Im unteren Kreissegment sind Abraham und Sara zu sehen, das anlässlich der Gästebewirtung geschlachtete Mastkalb und – wahrscheinlich – der in Ramet el-Chalil verehrte Brunnen.
- Die Rückseite der Stempelform zeigt eine thronende Göttin und die Inschrift ΔΕΧΟΜΕ ΧΑΙΡѠΝ ΤΗΝ ΟΥΡΑΝΙΑΝ „Freudig empfange ich die Himmlische.“ Sie ist in ein langes Gewand gekleidet; ein sternenübersäter Schleier bedeckt ihr Haar und fällt herab bis zu den Füßen. Die rechte Hand senkt sich Richtung Erdboden, wo fünf runde Objekte dargestellt sind, die von der Gottheit mit dieser Geste geschützt oder gesegnet werden. Beiderseits der Sitzenden sieht man stilisierte Bäume, einen heiligen Hain. Frazer erwägt, dass hier die Gottheit Aphrodite Urania und/oder Atargatis/Hera von Hierapolis in einer Weise dargestellt wurde, die Anklänge an die Ikonografie der Jungfrau Maria hat.

Vorder- und Rückseite der Stempelform waren wohlgemerkt nicht dafür geeignet, das gleiche Pilgerandenken herzustellen. Sie weisen aber laut Frazer auf einen Kultort, wo mit dem Bild der Vorderseite gestempelte Andenken ebenso verkauft wurden wie mit dem Bild der Rückseite gestempelte Souvenirs.
Katharina Heyden stimmt Lichtenberger darin zu, dass der Temenos von Ramet el-Chalil unter Herodes erbaut wurde, ebenso wie der Jerusalemer Tempel und die Patriarchengräber in Hebron Teil eines religiösen Bauprogramms war und es offen ist, wie weit Mamre jüdische und/oder idumäische Untertanen ansprechen sollte. Sie übergeht die Ergebnisse der Nachgrabung von Magen und akzeptiert die Deutung Maders, dass Ramet el-Chalil unter Hadrian während des Bar-Kochba-Aufstands zerstört und dann wieder neu aufgebaut worden sei. Hier habe sich der von Hieronymus erwähnte „Terebinthenmarkt“ befunden, auf dem jüdische Kriegsgefangene als Sklaven verkauft wurden. Dieser sei auch gemeint mit dem in rabbinischen Quellen genannten „Markt der Heiden“, den zu besuchen für Juden verboten gewesen sei. Sie vermutet, dass ein solches Verbot notwendig geworden sei, weil Juden den Markt besucht hätten.
Heyden übernimmt außerdem Frazers Interpretation der Stempelform als Hinweis auf eine Verehrung einerseits von Abraham, Sara und ihren himmlischen Besuchern und andererseits der orientalischen Gottheit am gleichen Ort Ramet el-Chalil. Es sei möglich, dass die thronende Göttin von christlichen Souvenirkäufern als Himmelskönigin Maria verstanden worden sei.
Die konstantinische Basilika, die mit ihren bescheidenen Ausmaßen nur einen Teil des Temenos beanspruchte, sieht Heyden als Kompromiss der Ortsbischöfe, die den kaiserlichen Bauwunsch umzusetzen hatten, aber auch auf Befindlichkeiten der örtlichen Bevölkerung Rücksicht nahmen. Der Freiluft-Altar blieb demnach unangetastet, und das synkretistische Treiben innerhalb der Temenos-Mauern ging ungebrochen weiter. Das bezeugt Sozomenos von Gaza im 5. Jahrhundert mit zahlreichen Details. Es sei aufschlussreich, dass Sozomenos zwar erwähne, dass Juden, Christen und Heiden den Ort als heilig verehrten, aber die Kultpraktiken (Libationen, Inzens, Aufstellung von Lampen usw.) keiner Gruppe zuweise.
Heyden fasst zusammen, dass die gemeinsame Nutzung des Temenos von Ramet el-Chalil dadurch erleichtert wurde, dass religiöse und wirtschaftliche Interessen beim Jahrmarkt konvergierten und die Regel sexueller Abstinenz während des Aufenthalts dort für Besucher mit unterschiedlichem Hintergrund gleichermaßen akzeptabel war.